# Rud Kirke, Danmark
Rud Kirke är en kyrka som ligger i samhället Rud cirka fem kilometer nordost om Hadsten i Favrskovs kommun.

## Kyrkobyggnaden
Kyrkan består av långhus med ett smalare rakt kor i öster. Vid långhusets södra sida finns ett vidbyggt vapenhus.
Ursprungliga kyrkan uppfördes på 1100-talet. Vapenhuset av tegel byggdes till år 1888.

## Inventarier
- Dopfunten från medeltiden är utförd i romansk stil.
- Predikstolen är från början av 1600-talet. Ljudtak saknas.